# Ampullamonas
Ampullamonas, secondo una classificazione filogenetica (Skvortzov, 1957) è un genere del supergruppo Excavata appartentente alla famiglia Astasiaceae.

Questo genere fu descritto per la prima volta da Skvortzov nel 1957 ed è stato ritrovato per la prima volta nelle acque interne della Manciuria, Cina.

## Caratteristiche
Gli Ampullamonas è un nuovo e poco conosciuto genere di flagellati della Famiglia Astasiaceae, ordine Eutreptiales e sottoclasse Euglenophyceae, registrato dal 1954 al 1968. Esemplari sono stati ritrovati nel nordest della Cina (Manciuria) e Brasile.
Sono organismi incolori, vivono in acque dolci e allo stato libero. Probabilmente sono eterotrofi
Tassonomicamente, attualmente ci sono 2 nomi di specie accettati e uno di stato incerto.
Sono organismi probabilmente fagotrofici ma che vivono allo stato libero.

## Classificazioni alternative
Una classificazione ormai non più accettata (Cavalier-Smith) inserisce questo genere nella famiglia delle Astasiidae, sottordine Rhabdomonadina, ordine Natomonadida, sottoclasse Anisonemia, classe Peranemea, superclasse Spirocuta,  infraphylum Dipilida, subphylum Euglenoida, phylum Euglenozoa, sottoregno Eozoa, Regno Protozoa, finché non si è scoperto che tali gruppi sono parafiletici.

## Suddivisioni
Il genere Ampullamonas contiene 2 specie finora riconosciute:
- Ampullamonas repentes
- Ampullamonas repentis

Una terza specie, Ampullamonas rotante, è attualmente sotto investigazione.